# 何塞·路易斯·维拉纽瓦
何塞·路易斯·维拉纽瓦（José Luis Villanueva，1981年11月5日—），是智利职业足球运动员，司职前锋。
维拉纽瓦曾经效力于帕莱斯蒂诺、特木科、奥沃尔、科布雷罗阿、天主大学、竞技、莫雷利亚君主、蔚山现代、瓦斯科达伽马和缔造者等球队。他在2010年7月加盟中超球队天津泰达，并在7月18日首次代表球队亮相迎战长春亚泰。维拉纽瓦在2010赛季下半段为天津泰达出场12次，打进2球。赛季结束后，天津泰达有意愿和维拉纽瓦续签合同。但之后他回国加盟天主大学队。
他曾经在2003年至2006年入选智利国家队。2003年8月20日在天津0比0战平中国国家队是他的首场国际A级比赛。